# Terate (Sirah Pulau Padang)
Terate is een bestuurslaag in het regentschap Ogan Komering Ilir van de provincie Zuid-Sumatra, Indonesië. Terate telt 3572 inwoners (volkstelling 2010).